# جيمس فولر (سياسي)
جيمس فولر (بالإنجليزية: James Fowler)‏ هو سياسي أسترالي وبريطاني (وحمل سابقاً جنسية المملكة المتحدة لبريطانيا العظمى وأيرلندا)، ولد في 20 يونيو 1863 في المملكة المتحدة، وتوفي في 3 نوفمبر 1940 بملبورن في أستراليا. حزبياً، نشط في حزب العمال الأسترالي (1901 – 1909) وLiberal Party (Australia, 1909) ‏ (1909 – 1917) وNationalist Party (Australia) ‏ (1917 – 1922). وقد انتخب عضو مجلس النواب الأسترالي عن دائرة Division of Perth ‏ (29 مارس 1901 – 16 ديسمبر 1922).